# Mentalista
Mentalista (v anglickém originále The Mentalist) je americký dramatický televizní seriál z policejního prostředí, který byl vysílán v letech 2008–2015. Ústřední postavou je Patrick Jane (Simon Baker), konzultant Kalifornského úřadu pro vyšetřování (California Bureau of Investigation, zkráceně CBI), který dokáže vyčíst mnoho poznatků z řeči těla a chování lidí kolem sebe. Dalšími postavami jsou ostatní členové týmu. Děj seriálu je propojen snahou o dopadení sériového vraha Rudého Johna (anglicky Red John), který zabil Patrickovu ženu a dceru.

## Styl
Seriál se odehrává v prostředí podobném například Kriminálce Miami, nezobrazuje ale vědecké vyšetřovací metody a detektivy mezi mikroskopy, tento prvek je nahrazen schopnostmi Patricka Janea, proto jej lze zároveň přirovnat k Dr. Housovi nebo Monkovi. Oproti Gregu Housovi chybí velká míra arogance hlavní postavy, byť možná až přílišná sebejistota se odepřít nedá, není však rozhodně tak zakřiknutý a puntičkářský jako Monk. Vzhledem k umístění do Kalifornie se v žádném dílu nevyskytuje sníh, je vždy velmi teplo (s výjimkou únosu Van Peltové – to se odehrává v zasněžených horách a to je v 6. sérii).

## Postavy

### Patrick Jane
Patricka Jana hraje Simon Baker. Konzultant CBI se znalostmi řeči těla a chování. Každý případ je velkou měrou uzavřen právě díky jeho schopnostem. Často lže, vymýšlí triky, o nichž kolegům a nadřízeným nic neřekne, ale tyto hry většinou vedou k dopadení pachatele. Odmítá dodržovat pravidla a standardní postupy, své přešlapy pak žehlí okouzlujícím úsměvem. Někdy se chová jako arogantní egoistický manipulant, ale ve skutečnosti je citlivý a zranitelný. Jeho životním cílem je pomsta; veřejně tvrdí, že až bude Rudý John dopaden, osobně ho zabije a nepřenechá ho policii, což se také stane. Velice rád pije kvalitní čínský čaj, zejména Lapsang souchong a různé druhy Oolongu. Nejraději přemýšlí vleže na svém gauči, kde i často spí (je schopen usnout snad kdekoliv). Je silný ateista a odmítá jakékoliv nadpřirozené a nevysvětlitelné jevy. Nosí perfektní oblek s vestou, jezdí veteránem značky Citroën DS 21. V mládí Patrick kočoval spolu se svým otcem po poutích, kde se živili jeho schopnostmi „zázračného chlapce“. Později pracoval jako okultista, předstíral lidem kontakt se záhrobím a podobně. Takto se dostal i do televizní show, kde nazval sériového vraha Rudého Johna malým smutným mužem. Po návratu domů objevil zavražděnou ženu a dceru. Od té doby se nezaplétá s ženami, pouze v první sérii ho na krátkou dobu okouzlí jedna pachatelka. Později se seznámil s Kristinou Fryovou, jež se živí jako „médium“, tu poté Rudý John unese. Ten mu také pošle ženu jménem Lorelei, která Patricka svede. Po zabití Rudého Johna a po dvouletém ukrývání v Mexiku uzavře dohodu s FBI a začne pro ně pracovat. Začne něco cítit k Terese Lisbonové, ale neví, co s tím, hledají k sobě cestu, v posledním díle sedmé série (Bílé orchideje) se s ní ožení a také zjistíme, že Lisbonová je v jiném stavu.

### Teresa Lisbonová
Teresu Lisbonovou hraje Robin Tunney. Vedoucí týmu, dříve pracovala v týmu agenta Bosca. Potrpí si na dodržování služebních postupů a profesionalitu, což je v rozporu s Patrickovým přístupem. Její otec byl alkoholik, matka zahynula při automobilové nehodě. Má tři bratry. Teresa je nejstarší a své tři bratry vychovala v podstatě ona. Jejím velkým úkolem je držet na uzdě Patricka; jako jediná z týmu dokáže odolávat jeho vyšetřovacím zkratkám. Občas je i vidět, že má pro Jana slabost. Ve spoustě dílů je vidět, jak o něho stojí, ale ani jeden si to nedokáže přiznat. Na konci sedmé série se s Patrickem vezme.

### Kimball Cho
Kimballa Cho hraje Tim Kang. Člen týmu Teresy Lisbonové, má nejbližší vztah s Rigsbym. Dříve byl členem gangu Avon Park Playboys, po odsouzení nejbližšího přítele (později zavražděn) za nedovolené držení zbraní vstoupil do armády, poté se stal policistou. Jeho typickým rysem je tvrdý a chladný postoj u výslechu. Zřídkakdy mění výraz tváře, úsměv je u něho velice vzácný.

### Wayne Rigsby
Wayna Rigsbyho hraje Owain Yeoman. Člen týmu Teresy Lisbonové, dříve člen jednotky zabývající se žhářstvím. Zamilován do Grace Van Peltové, od druhé série mezi sebou mají vztah, který je ovšem veřejným tajemstvím, protože je to v rozporu s pravidly jednotky. Přátelí se s Kimballem, probírá s ním vztah s Grace. Po několika neúspěšných pokusech o jiný vztah se dá znovu dohromady s Grace a nakonec se s ní ožení. Seriál si často dělá legraci z jeho posedlosti jídlem, často jí v autě nebo tam jídlo hledá. Poté společně s Grace už v FBI nepracují a založí si vlastní společnost skrz počítače.

### Grace Van Peltová
Grace Van Peltovou hraje Amanda Righetti. Nejnovější členka týmu, často zůstává v centru CBI a provádí rešerše. Je velmi cílevědomá, snaží se získat uznání. Je řadovou členkou týmu. Má poměr s Rigsbym, který se s ní nakonec ožení. Ještě před svatbou má za přítele pomocníka Rudého Johna, kterého pak zastřelí. Věří v mnoho okultních záležitostí, je duchovně založená, z čehož si Patrick často dělá legraci. 

### Rudý John
Rudý John, sériový vrah, vždy promlouvá buď písemně, nebo přes prostředníka. Zabil Patrickovu ženu a dceru. Své oběti typickým způsobem podřezává, vždy k nim má nějaký emocionální vztah. Na stěně místnosti, v níž se nachází mrtvola, zanechává smajlíka nakresleného krví oběti, a to tak, aby to bylo to první, co nálezce uvidí. Dokáže manipulovat lidmi, kterým dává pocit lásky, důvěry a bezpečí. Tým již byl několikrát velmi blízko jeho identifikaci, Rudý John však vždy těsně upláchl a jeho komplic zahynul, takže neexistuje nikdo, kdo by znal jeho identitu. Na konci druhé řady je Patrick málem zabit studenty, již imitují Rudého Johna, kvůli natočení amatérského filmu. Těsně před jeho zabitím se objevuje maskovaný Rudý John a studenty zabije. Poté přijde k Patrickovi, který je přivázán k židli, se slovy: „Tygře, tygře, rudě žhnoucí, lesem černým za noci, čí ruka nesmrtelná tu tvou hrůznou krásu stvořila?“, následně Rudý John odchází. V posledním díle 3. série se zobrazuje Rudý John tváří v tvář s Patrickem Janem. Ve 4. sérii se však ukáže, že nešlo o Rudého Johna. Na konci této série se Patrick seznámí s Lorelei, která se ukáže jako kumpánka Rudého Johna. Po spletitém vyšetřování a nástrahách, které Red John připraví, je zabit šéf Lisbonové, zato Lorelei je dopadena. V páté sérii se Red John pokusí Lorelei odklidit od Janeova dosahu. Patrick však Lorelei dostane z Federal County Jail (okresní federální věznice) a je s ní na útěku. Postupně zjistí, že Red John zabil Loreleiinu sestru. A tak nechá Lorelei jít se slovy: „Až si sama uvědomíš pravdu, víš, kde mě najít.“ Také se dozví, že se s Rudým Johnem už setkal, dokonce že si potřásli ruce a že není jeho přítel. V dílu Rudý John se dozvídáme, že Rudý John je šerif Thomas McAllister, Patrick se s ním setkává tváří v tvář a zabije ho.

### Virgil Minelli
Virgila Minelliho hraje Gregory Itzin. Do druhé série je nadřízeným Lisbonové; poté co Red John zabije Sama Bosca a jeho tým, odchází do důchodu. Má velmi pragmatický přístup, proto toleruje Patrickovy okliky. Velmi důvěřuje Lisbonové. Nemá rád média.

### Sam Bosco
Sama Bosca hraje Terry Kinney. Bývalý nadřízený Lisbonové, šéf konkurenčního týmu CBI, který přebere případ Rudého Johna. Jane chce, aby ho Bosco o průběhu případu informoval, ten ale důrazně odmítá. Celý Boscův tým je Rudým Johnem a jeho komplickou vyvražděn, protože Rudý John chce, aby případ opět měl v rukou Patrick. Bosco je smrtelně zraněn a zanedlouho umírá v nemocnici. Je ženatý, přesto miluje Lisbonovou, přizná to ale až na smrtelné posteli. Nijak se netají odporem k Patrickovu stylu práce.

### Dennis Abbott
Dennise Abbotta hraje Rockmond Dunbar. Abbott se v seriálu poprvé objevil v 6. sérii v dílu Velký rudý drak, kde nechal rozpustit CBI. Pár let poté vede vyšetřovací tým FBI, jehož součástí jsou Kim Fischerová, Kimball Cho, Teresa Lisbonová, Patrick Jane, Jason Wylie a Michelle Vega. V 7. sérii odchází a jeho místo přebírá Kimball Cho.

## Vysílání
| Řada | Díly | Premiéra v USA     | Premiéra v USA  | Premiéra v ČR      | Premiéra v ČR     |
| Řada | Díly | První díl          | Poslední díl    | První díl          | Poslední díl      |
| ---- | ---- | ------------------ | --------------- | ------------------ | ----------------- |
| 1    | 23   | 23. září 2008      | 19. května 2009 | 30. listopadu 2009 | 3. května 2010    |
| 2    | 23   | 23. září 2009      | 20. května 2010 | 10. května 2010    | 20. prosince 2010 |
| 3    | 24   | 23. září 2010      | 19. května 2011 | 4. ledna 2012      | 13. června 2012   |
| 4    | 24   | 22. září 2011      | 17. května 2012 | 25. června 2013    | 19. února 2014    |
| 5    | 22   | 30. září 2012      | 5. května 2013  | 28. dubna 2014     | 22. září 2014     |
| 6    | 22   | 29. září 2013      | 18. května 2014 | 16. března 2015    | 2. května 2016    |
| 7    | 13   | 30. listopadu 2014 | 18. února 2015  | 22. června 2016    | 14. září 2016     |

V rámci prvních čtyř řad bylo v letech 2008 až 2012 natočeno 94 dílů – první dvě řady po 23 a další dvě po 24 dílech. Od roku 2012 pokračovalo vysílání páté a šesté řady, každé po 22 dílech. Poslední (sedmá) řada má 13 dílů.

## Národní vysílání
| Stát               | Stanice                                               | Vysíláno od                                 |
| ------------------ | ----------------------------------------------------- | ------------------------------------------- |
| Arabský svět       | MBC Action                                            | duben 2009                                  |
| Argentina          | Warner Channel                                        | 6. listopadu 2008                           |
| Austrálie          | Nine Network                                          | 5. října 2008                               |
| Belgie             | VT4 (nizozemsky) BeTV / La Une (francouzsky)          | 4. února 2009 18. května 2009 / září 2009   |
| Brazílie           | Warner Channel                                        | 6. listopad 2008                            |
| Bulharsko          | PRO.BG                                                | 22. září 2009                               |
| Česko              | TV Nova                                               | 30. listopadu 2009                          |
| Dánsko             | TV 3                                                  | 2. února 2009                               |
| Estonsko           | Kanal 2                                               | 8. března 2010                              |
| Fidži              | Mai TV                                                |                                             |
| Filipíny           | C/S 9                                                 | 15. června 2009 (?)                         |
| Finsko             | MTV3                                                  | 3. září 2009                                |
| Francie            | TPS Star / TF1                                        | 20. dubna 2009 / 6. ledna 2010              |
| Hongkong           | TVB Pearl                                             | 15. července 2009                           |
| Chorvatsko         | RTL Televizija                                        | 4. března 2009                              |
| Indie              | WB                                                    | 2010                                        |
| Irsko              | RTÉ One                                               | 16. dubna 2009                              |
| Itálie             | Joi Italia 1                                          | 28. dubna 2009 2. září 2009                 |
| Izrael             | Yes Stars Action                                      | 16. listopadu 2009                          |
| Jižní Afrika       | M-Net                                                 | 14. ledna 2009                              |
| Jižní Korea        | tvN                                                   | 6. dubna 2009                               |
| Kanada             | A Channel (anglicky) CTV (anglicky) V (francouzsky)   | 23. září 2008 9. ledna 2009 2. září 2009    |
| Latinská Amerika   | Warner Channel                                        | listopad 2008                               |
| Litva              | LNK                                                   | 3. března 2010                              |
| Maďarsko           | RTL Klub                                              | 2. února 2009                               |
| Malajsie           | NTV7                                                  | 11. července 2009                           |
| Německo            | Sat. 1                                                | 1. března 2009                              |
| Nizozemsko         | SBS 6                                                 | 1. ledna 2009                               |
| Norsko             | TV3                                                   | 7. září 2009                                |
| Nový Zéland        | TV2                                                   | 10. srpna 2009                              |
| Polsko             | N Canal+ Poland                                       | 3. prosince 2008 16. dubna 2009             |
| Portugalsko        | RTP2 AXN                                              | 12. května 2009 19. září 2009               |
| Rakousko           | ORF 1                                                 | 1. března 2009                              |
| Řecko              | Star Channel                                          | 2010                                        |
| Singapur           | Channel 5                                             | 28. července 2009                           |
| Slovensko          | TV Markíza                                            | 4. ledna 2010                               |
| Španělsko          | La Sexta / TNT                                        | leden 2009                                  |
| Švédsko            | TV3                                                   | 17. února 2009                              |
| Švýcarsko          | TSR 1 (francouzsky) 3 Plus TV (německy) La1 (italsky) | 2. září 2009 23. března 2009 26. srpna 2009 |
| Thajsko            | True Series                                           | 9. července 2009                            |
| Turecko            | DiziMax                                               | únor 2009                                   |
| Spojené království | Five / Five USA                                       | 26. března 2009                             |

## Zajímavosti
- Většina dílů seriálu má ve svém (originálním, obvykle i českém) názvu slovo červený (red) nebo něco rudé barvy jako krev nebo oheň. Odkazuje to na propojení s Rudým Johnem.
- Kimball Cho často nosí krátké rukávy, přestože má oblek s kravatou.
- V seriálu jsou vícekrát zmiňovány básně Williama Blakea[3] Tygr[4] a Ukolébavka.
- V seriálu se říká, že Tereza Lisbon (Robin Tunney) je z Chicaga, a to je též rodné město představitelky.
- V téměř každé epizodě se objeví postava ženy s rudými nebo červenými vlasy a to se nepočítá Grace.
- V 19. epizodě 1. série Tucet rudých růží vystupuje v roli Felicie Scott (Rebecca Rigg) a to je skutečná manželka herce Simona Bakera. Byli svoji od roku 1998 do roku 2020 a mají spolu tři děti, a to Stellu, Clauda a Harryho.
- V 10. díle 4. série odvezou policisté oběť požáru za manželkou a dcerou do hotelu. Ve stejném hotelu se natáčel seriál Jmenuju se Earl.
- Patrick Jane (Simon Baker) jezdí v klasickém francouzském autě Citroën DS kovově šedé barvy, který se vyráběl v letech 1955–1975.